# Trường Trung học Danwon
Trường trung học Danwon (tiếng Hàn: 단원고등학교, Hanja: 檀園高等學校) là một trường trung học hợp tác tọa lạc tại quận Danwon, Ansan, Hàn Quốc. Đây là một trường công lập, thuộc thẩm quyền của Văn phòng Giáo dục tỉnh Gyeonggi.
Trường được thành lập năm 2005. Hợp tác với The Borderless Village, một tổ chức phi chính phủ, vào năm 2006 và 2007, nó đã thành lập một chương trình đa văn hóa. Phương châm của nó là "tự giác". Tính đến tháng 5 năm 2013 đã có 1542 học sinh tại trường.

## Sự cố

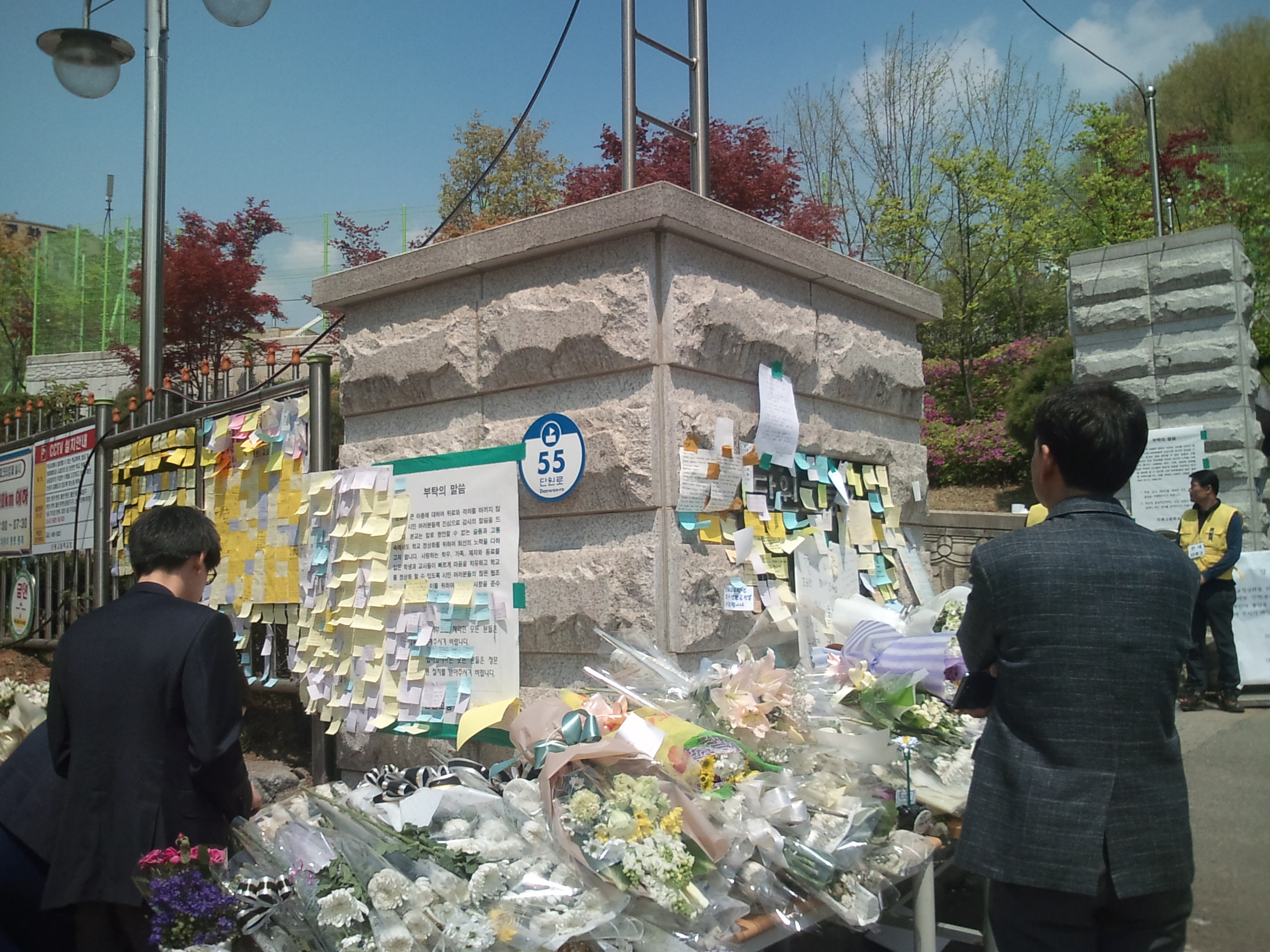
Tưởng niệm nạn nhân vụ chìm phà tại Trường Trung học Danwon

Vào ngày 16 tháng 4 năm 2014, một chiếc phà chở 325 học sinh lớp 11 của trường và hàng tá giáo viên của nó bị lật trên đường từ Incheon đến Jeju, dẫn đến nhiều thương vong và thương tích.
Trường học đã đóng cửa cho đến ngày 24 tháng 4, khi nó chỉ mở cho 75 học sinh còn sống sót; dải ruy băng màu vàng được buộc vào cổng trường, và một đền thờ hoa và hàng trăm ghi chú cho người chết tô điểm cho lối vào trường. Một đài tưởng niệm tạm thời được thành lập trong một nhà thi đấu bóng rổ gần đó, với một bức tường hoa và hàng chục bức ảnh của người chết và mất tích.
Phó hiệu trưởng của trường, Kang Min-kyu, người đã được giải cứu khỏi phà, đã chết vì tự tử vài ngày sau thảm họa.